# 大雄辰實
大雄 辰實（だいゆう たつみ、1940年5月27日 - ）は、鹿児島県肝属郡大根占町（現在の肝属郡錦江町）出身で井筒部屋に所属した大相撲力士。本名は柳田 辰実（やなぎだ たつみ）→横山 辰実（よこやま - ）。現役時代の体格は179cm、115kg。最高位は東前頭筆頭（1968年9月場所）。得意手は右四つ、寄り。

## 来歴
中学を卒業後、上京して井筒部屋に入門し、1956年5月場所で初土俵を踏んだ。序ノ口に付いた時の四股名は、故郷の町名に因んだ「大根占（おおねじめ）」（その後、1961年11月より「大雄」に改名している）。
もろ差し得意の技能力士として知られ、大関・清國に対しては分が良かった（幕内での対戦成績は、4勝1敗）。しかし立合いが遅く、速攻相撲の力士に対しては苦戦した。三役昇進や三賞受賞、金星獲得も一度も無い不運な力士ではあったが（幕内では2度10勝を挙げたが、敢闘賞は何れも他の力士に持って行かれている。前頭上位（筆頭～5枚目以内）での勝ち越しも2度記録したものの、三役には惜しくも星が足りなかった）、1972年9月場所を最後に引退するまで、計43場所幕内を務めた。
引退後は年寄・陸奥を経て、同・甲山を襲名。井筒部屋→陸奥部屋付きの親方として後進の指導に当たった。しかし、長男・征宏（ゆきひろ、当初の四股名は「星大佑」、後に「江戸葵」→「龍甲」と改名）の入門を機に、1989年に陸奥部屋から独立して甲山部屋を創設。以降は師匠として、前述の江戸葵（龍甲）や甲錦など将来性豊かな力士を擁したが、関取を育てる事はできなかった。2002年5月場所後には所属力士が1人もいなくなったため、部屋が消滅した。
当初は自身の持病の療養のため、甲山の名跡を元関脇・琴錦（現・朝日山）の琴錦親方に譲り渡し、2002年9月場所後をめどに相撲協会を退職すると公式に表明していた。しかし、9月場所直前になって後援者や時津風一門の親方衆の説得により翻意し退職を撤回した。背景には、時津風一門から甲山の年寄名跡を一門外に流出する事を防止するといった事情もあったとされる。
その後は同じ一門の湊部屋に転属となり、2005年5月の停年退職まで協会に在籍した。

## 略歴
- 1956年5月場所…初土俵。
- 1956年9月場所…「大根占」の四股名で、序ノ口に付く。
- 1960年7月場所…十両に昇進。
- 1961年11月場所…「大根占」から「大雄」に改名。
- 1963年3月場所…西十両4枚目で12勝3敗と大きく勝ち越し、若浪・宮柱との決定戦を勝ち抜いて十両優勝を遂げる。
- 1963年5月場所…新入幕。
- 1965年11月場所…再入幕。
- 1967年1月場所…西前頭8枚目で、10勝5敗と大勝ちする（しかし、敢闘賞受賞は成らず）。
- 1967年3月場所…大関・玉乃島を降す殊勲の星を挙げるも、3勝12敗と大敗。
- 1968年9月場所…自己最高位となる、東前頭筆頭に進出。大関・北の富士らに勝ったが、5勝10敗という成績に終わる。
- 1969年9月場所…大関・清國から白星を挙げるも、5勝10敗と大きく負け越す。
- 1969年11月場所…10勝5敗と、幕内で自身2度目となる2桁勝利を記録。
- 1970年1月場所…西前頭2枚目で5勝10敗と大敗するが、清國より自身最後となる「銀星」を獲得する。
- 1972年7月場所…1965年9月場所以来、41場所ぶりに十両へ陥落。東十両4枚目に在ったが、10勝を挙げ、大鷲らとの決定戦を制して2度目の十両優勝を果たす。
- 1972年9月場所…3度目の入幕。6勝9敗と負け越し、十両への降下が避けられない状況となったため、この場所の千秋楽にて引退を表明する。

## 主な戦績
- 通算成績：614勝596敗4休 勝率.507
- 幕内成績：296勝349敗 勝率.459
- 現役在位：96場所
- 幕内在位：43場所
- 各段優勝
  - 十両優勝：2回（1963年3月場所、1972年7月場所）

### 場所別成績
| | 一月場所 初場所（東京） | 三月場所 春場所（大阪） | 五月場所 夏場所（東京） | 七月場所 名古屋場所（愛知） | 九月場所 秋場所（東京） | 十一月場所 九州場所（福岡） |
| --- | ----------------------- | ----------------------- | ----------------------- | --------------------------- | ----------------------- | --------------------------- |
| 1956年 （昭和31年） | x                       | x                       | （前相撲）              | x                           | 西序ノ口27枚目 5–3      | x                           |
| 1957年 （昭和32年） | 東序二段90枚目 5–3      | 西序二段60枚目 7–1      | 西序二段2枚目 6–2       | x                           | 東三段目64枚目 6–2      | 東三段目38枚目 5–3          |
| 1958年 （昭和33年） | 西三段目26枚目 6–2      | 西三段目8枚目 6–2       | 東幕下76枚目 3–5        | 西幕下77枚目 4–4            | 西幕下74枚目 5–3        | 東幕下62枚目 5–3            |
| 1959年 （昭和34年） | 東幕下50枚目 5–3        | 西幕下44枚目 6–2        | 東幕下32枚目 6–2        | 東幕下14枚目 3–5            | 東幕下16枚目 3–5        | 東幕下19枚目 7–1            |
| 1960年 （昭和35年） | 西幕下8枚目 4–4         | 西幕下5枚目 5–3         | 東幕下2枚目 6–2         | 西十両18枚目 8–7            | 東十両13枚目 6–9        | 西十両17枚目 10–5           |
| 1961年 （昭和36年） | 東十両11枚目 4–11       | 西十両17枚目 4–11       | 西幕下7枚目 3–4         | 東幕下10枚目 3–4            | 東幕下11枚目 3–4        | 西幕下13枚目 3–4            |
| 1962年 （昭和37年） | 東幕下20枚目 5–2        | 西幕下9枚目 5–2         | 西幕下2枚目 4–3         | 東幕下筆頭 4–3              | 西十両18枚目 8–7        | 西十両16枚目 8–7            |
| 1963年 （昭和38年） | 西十両9枚目 9–6         | 西十両4枚目 優勝 12–3   | 西前頭12枚目 7–8        | 西前頭14枚目 4–11           | 東十両4枚目 7–8         | 東十両5枚目 8–7             |
| 1964年 （昭和39年） | 東十両2枚目 7–8         | 東十両4枚目 8–7         | 東十両4枚目 7–8         | 西十両5枚目 6–9             | 西十両8枚目 10–5        | 東十両3枚目 5–10            |
| 1965年 （昭和40年） | 西十両6枚目 9–6         | 東十両5枚目 6–5–4       | 西十両7枚目 8–7         | 東十両5枚目 10–5            | 東十両筆頭 10–5         | 西前頭12枚目 8–7            |
| 1966年 （昭和41年） | 東前頭12枚目 8–7        | 東前頭11枚目 9–6        | 東前頭8枚目 7–8         | 東前頭9枚目 8–7             | 東前頭6枚目 8–7         | 東前頭4枚目 5–10            |
| 1967年 （昭和42年） | 西前頭8枚目 10–5        | 西前頭2枚目 3–12        | 西前頭10枚目 7–8        | 東前頭10枚目 7–8            | 西前頭12枚目 9–6        | 東前頭6枚目 6–9             |
| 1968年 （昭和43年） | 西前頭8枚目 8–7         | 西前頭6枚目 6–9         | 東前頭9枚目 8–7         | 東前頭5枚目 9–6             | 東前頭筆頭 5–10         | 西前頭5枚目 6–9             |
| 1969年 （昭和44年） | 西前頭7枚目 9–6         | 西前頭3枚目 5–10        | 東前頭7枚目 7–8         | 西前頭8枚目 9–6             | 西前頭3枚目 5–10        | 東前頭8枚目 10–5            |
| 1970年 （昭和45年） | 西前頭2枚目 5–10        | 東前頭5枚目 8–7         | 東前頭4枚目 4–11        | 西前頭8枚目 7–8             | 西前頭8枚目 8–7         | 東前頭4枚目 5–10            |
| 1971年 （昭和46年） | 西前頭7枚目 7–8         | 西前頭8枚目 8–7         | 東前頭5枚目 5–10        | 東前頭10枚目 9–6            | 西前頭4枚目 7–8         | 西前頭5枚目 6–9             |
| 1972年 （昭和47年） | 西前頭6枚目 8–7         | 東前頭5枚目 7–8         | 東前頭7枚目 3–12        | 東十両4枚目 優勝 10–5       | 西前頭12枚目 引退 6–9–0 | x                           |
| 各欄の数字は、「勝ち-負け-休場」を示す。 優勝 引退 休場 十両 幕下 三賞：敢=敢闘賞、殊=殊勲賞、技=技能賞 その他：★=金星 番付階級：幕内 - 十両 - 幕下 - 三段目 - 序二段 - 序ノ口 幕内序列：横綱 - 大関 - 関脇 - 小結 - 前頭（「#数字」は各位内の序列） |                         |                         |                         |                             |                         |                             |

### 幕内対戦成績
| 力士名 | 勝数 | 負数 | 力士名 | 勝数 | 負数 | 力士名   | 勝数 | 負数 | 力士名   | 勝数 | 負数 |
| ------ | ---- | ---- | ------ | ---- | ---- | -------- | ---- | ---- | -------- | ---- | ---- |
| 青ノ里 | 5    | 5    | 朝嵐   | 1    | 0    | 朝岡     | 2    | 0    | 浅瀬川   | 7    | 4    |
| 朝登   | 2    | 4    | 旭國   | 3    | 1    | 天津風   | 2    | 0    | 嵐山     | 1    | 0    |
| 荒波   | 1    | 2    | 岩風   | 0    | 1    | 宇多川   | 2    | 0    | 追風山   | 1    | 2    |
| 扇山   | 1    | 0    | 大潮   | 2    | 0    | 小城ノ花 | 3    | 0    | 魁傑     | 2    | 1    |
| 魁罡   | 2    | 1    | 海乃山 | 2    | 8    | 開隆山   | 6    | 2    | 柏戸     | 0    | 3    |
| 和晃   | 3    | 1    | 金乃花 | 2    | 1    | 北瀬海   | 0    | 3    | 北の湖   | 1    | 1    |
| 北ノ國 | 2    | 1    | 北の花 | 1    | 2    | 北の富士 | 1    | 6    | 君錦     | 1    | 1    |
| 清國   | 4    | 1    | 清勢川 | 0    | 2    | 黒獅子   | 0    | 1    | 黒姫山   | 4    | 2    |
| 高鉄山 | 8    | 12   | 琴櫻   | 1    | 8    | 金剛     | 5    | 4    | 佐田の山 | 0    | 3    |
| 白田山 | 3    | 4    | 錦洋   | 0    | 1    | 大麒麟   | 2    | 7    | 大豪     | 1    | 2    |
| 大受   | 1    | 2    | 大心   | 2    | 2    | 大雪     | 4    | 2    | 大鵬     | 0    | 5    |
| 大文字 | 2    | 0    | 大竜川 | 3    | 4    | 貴ノ花   | 2    | 3    | 高見山   | 6    | 2    |
| 玉嵐   | 1    | 1    | 玉の海 | 1    | 6    | 常錦     | 1    | 0    | 照櫻     | 2    | 3    |
| 天水山 | 2    | 0    | 時葉山 | 7    | 13   | 栃東     | 9    | 10   | 栃勇     | 2    | 6    |
| 栃王山 | 7    | 7    | 栃富士 | 2    | 2    | 豊國     | 2    | 2    | 羽黒岩   | 6    | 15   |
| 羽黒花 | 0    | 1    | 羽黒山 | 0    | 1    | 長谷川   | 1    | 8    | 花光     | 7    | 9    |
| 廣川   | 5    | 6    | 福の花 | 9    | 8    | 富士櫻   | 1    | 2    | 富士錦   | 3    | 4    |
| 藤ノ川 | 4    | 3    | 二子岳 | 10   | 6    | 双津竜   | 1    | 2    | 前田川   | 1    | 2    |
| 前の山 | 2    | 7    | 増位山 | 2    | 4    | 三重ノ海 | 3    | 4    | 禊鳳     | 8(1) | 2    |
| 明武谷 | 5    | 7    | 陸奥嵐 | 7    | 16   | 豊山     | 0    | 3    | 長浜     | 1    | 0    |
| 吉王山 | 3    | 1    | 義ノ花 | 14   | 8    | 琉王     | 3    | 2    | 龍虎     | 2    | 9    |
| 若杉山 | 3    | 0    | 若秩父 | 7    | 1    | 若天龍   | 6    | 4    | 若浪     | 10   | 14   |
| 若鳴門 | 2    | 4    | 若ノ海 | 0    | 1    | 若ノ海   | 0    | 1    | 若ノ國   | 4    | 2    |
| 若乃洲 | 5    | 0    | 若羽黒 | 0    | 1    | 若二瀬   | 10   | 6    | 若前田   | 2    | 0    |
| 若見山 | 3    | 2    | 若吉葉 | 1    | 2    | 輪島     | 0    | 4    |          |      |      |

## 改名歴
- 大根占 辰實（おおねじめ たつみ）1956年9月場所-1961年9月場所
- 大雄 辰實（だいゆう -）1961年11月場所-1972年9月場所

## 年寄変遷
- 陸奥 辰實（みちのく たつみ）1972年9月-1973年3月
- 甲山 雅春（かぶとやま まさはる）1973年3月-2005年5月〔停年退職〕